# Moenti
Moenti is een bestuurslaag in het regentschap Sarolangun van de provincie Jambi, Indonesië. Moenti telt 802 inwoners (volkstelling 2010).